# Australia (bài hát)
"Australia" là một bài hát của ban nhạc rock người xứ Wales Manic Street Preachers, phát hành vào ngày 2 tháng 12 năm 1996 thông qua hãng đĩa Epic Records. Đây là đĩa đơn thứ tư và cuối cùng trích từ album phòng thu thứ tư Everything Must Go của nhóm phát hành cùng năm. Ca khúc thể hiện nỗi băn khoăn rằng liệu nước Úc là nơi xa xôi nhất mà một người có thể đi từ quê nhà của họ ở xứ Wales hay không; nội dung bài hát còn ẩn chứa hàm ý về ao ước của Nicky Wire muốn thoát khỏi tình trạng hỗn loạn cảm xúc gây ra bởi sự mất tích bí ấn của người bạn thân và nhà đồng viết ca từ của anh, Richey Edwards. Dù nước Úc là nơi xa nhất mà một người có thể đi từ xứ Wales, thực tế New Zealand mới là nước xa nhất với khoảng cách địa lý dài hơn 2.000 km (1.340 dặm). Phần nhạc giúp cho ca từ truyền tải cảm giác tự do với tiếng guitar nặng kết hợp với cảm xúc chân thực, cùng với đó là âm lượng ngày càng lớn dần nhờ sự hỗ trợ từ tiếng trống của Sean Moore.
Ngày 14 tháng 12 năm 1996, "Australia" giành hạng 7 tại UK Singles Chart, đem về cho the Manics bài hit thứ tư liên tiếp lọt vào top 10. Ca khúc đã có 9 tuần nằm trong UK Chart. Do đó, tất cả đĩa đơn trích từ Everything Must Go đều giành vị trí số 10 trở lên tại Anh. Bài hát còn xuất hiện trong Forever Delayed, album tuyển tập của nhóm phát hành vào tháng 11 năm 2002. Tháng 10 năm 2011, tạp chí NME vinh danh "Australia" ở vị trí số 150 trong danh sách "150 bài hát hay nhất trong vòng 15 năm qua". Ca khúc còn là nhạc chủ đề cho chương trình sitcom Nickelodeon và được sử dụng trong một vài quảng cáo cho Australian Tourist Board.

## Danh sách ca khúc
Tất cả phần nhạc do James Dean Bradfield và Sean Moore sáng tác; ngoại trừ nơi chú giải.
Tất cả phần ca từ do Nicky Wire viết; ngoại trừ nơi chú giải.
| CD 1 | CD 1                                                               | CD 1                                                        | CD 1       |
| STT  | Nhan đề                                                            | Sáng tác                                                    | Thời lượng |
| ---- | ------------------------------------------------------------------ | ----------------------------------------------------------- | ---------- |
| 1.   | "Australia" (Radio edit)                                           |                                                             | 3:41       |
| 2.   | "Velocity Girl" (Nguyên tác của Primal Scream)                     | James Beattie, Robert Gillespie                             | 1:41       |
| 3.   | "Take the Skinheads Bowling" (Nguyên tác của Camper Van Beethoven) | Chris Molla, David Lowery, Greg Lisher, Victor Krummenacher | 2:42       |
| 4.   | "Can't Take My Eyes Off You" (Nguyên tác của Frankie Valli)        | Bob Crewe, Robert Gaudio                                    | 3:12       |

| CD 2 | CD 2                                                            | CD 2                                                | CD 2       |
| STT  | Nhan đề                                                         | Sáng tác                                            | Thời lượng |
| ---- | --------------------------------------------------------------- | --------------------------------------------------- | ---------- |
| 1.   | "Australia" (Radio edit)                                        |                                                     | 3:41       |
| 2.   | "Australia (Remix của Lionrock)"                                |                                                     | 5:57       |
| 3.   | "Motorcycle Emptiness (Remix của Stealth Sonic Orchestra)"      | Bradfield, Moore (nhạc). Richey James, Wire (ca từ) | 6:15       |
| 4.   | "Motorcycle Emptiness (Soundtrack của Stealth Sonic Orchestra)" | Bradfield, Moore (nhạc). James, Wire (ca từ)        | 6:20       |

| Cassette/7' jukebox vinyl | Cassette/7' jukebox vinyl  | Cassette/7' jukebox vinyl |
| STT                       | Nhan đề                    | Thời lượng                |
| ------------------------- | -------------------------- | ------------------------- |
| 1.                        | "Australia" (Radio edit)   | 3:41                      |
| 2.                        | "A Design for Life (Live)" |                           |

## Xếp hạng
| Xếp hạng (1996) | Vị trí cao nhất |
| --------------- | --------------- |
| Scotland (OCC)  | 5               |
| Anh Quốc (OCC)  | 7               |